# Аблямітова Зоре Аблякимівна
Зоре Аблякимівна Аблямі́това (нар. 17 (30) листопада 1916, с. Кул-Чора поблизу Феодосії, нині АР Крим — 18 травня 1989, Одеса) — українська кримськотатарська вчена у галузях біохімії та морської біології, доктор біологічних наук (1958).

## Біографія
Закінчила Кримський педагогічний інститут у 1937 році.
У 1937—1938 роках працювала учителем кримськотатарської середньої школи у Судаку.
У 1938—1941 роках — на посаді наукового співробітника Карадазької біологічної станції АН УРСР (с. Отузи, нині смт Щебетівка).
Під час війни перебувала в евакуації в Уфі.
У післявоєнний період знову працювала на Карадазькій біологічній станції у 1945—1952 роках.
Уперше провела вивчення хімічного складу низки масових безхребетних тварин Чорного моря. Вона відкрила й описала явище «линьки» чорноморських риб.
З 1953 року працювала в Одесі: на біологічній станції Інституту гідробіології АН УРСР, а з 1964 до виходу на пенсію — в Одеському філіалі Інституту біології південних морів (зараз — Інститут морської біології НАН України), де завідувала відділом біохімії.
Зоре Аблямітова є автором оригінального та пріоритетного напряму в біоокеанографії — екологічної біохімії морських організмів.
Була учасницею морських наукових експедицій на судні «Миклухо-Маклай» на Чорному, Азовському та Каспійському морях.
Дружина К. О. Виноградова, мати О. К. Виноградова, відомих гідробіологів, докторів біологічних наук.

## Вибрані праці
- Витамин А в печени рыб Черного моря. К., 1957;
- Некоторые аспекты биохимии зоопланктона // Биология северо-зап. части Черного моря. К., 1967;
- Химический элементарный состав планктона Черного, Азовского и Каспийского морей // Биохимия морских организмов. К., 1967;
- Органическое вещество и масса поверхностного планктона западной половины Черного моря // БМ. К., 1973. Вып. 30: Биохим. аспекты биол. структуры юж. морей; Антирахитическая активность жира печени полосатого тунца // Там само.